# يو إكسياودي
يو إكسياودي (بالصينية: 尤晓迪) مواليد 12 مايو 1996 في الصين، هي لاعبة كرة مضرب صينية وتحتل حالياً المرتبة 441 (21 مارس 2016) في تصنيف رابطة محترفات كرة المضرب. أعلى تصنيف لها في الفردي كان 418. أعلى تصنيف لها في الزوجي كان 133.

## النهائيات

### الفردي (3–1)
| الحصيلة | الرقم | التاريخ       | الدورة                         | الأرضية | المنافس         | النتيجة            |
| ------- | ----- | ------------- | ------------------------------ | ------- | --------------- | ------------------ |
| الفوز   | 1.    | 15 يونيو 2015 | أننينغ، الصين                  | ترابية  | سوجانيا بافيستي | 7–5, 6–3           |
| الفوز   | 2.    | 31 أغسطس 2015 | محافظة يونغوول، كوريا الجنوبية | صلبة    | هان سونغ هي     | 6–1, 6–3           |
| الفوز   | 3.    | 7 سبتمبر 2015 | محافظة يونغوول، كوريا الجنوبية | صلبة    | تشاو دي         | 7–5, 6–2           |
| الوصافة | 1.    | 14 مارس 2016  | نانجينغ، الصين                 | صلبة    | ليو تشانغ       | 6–4, 6–7(6–8), 1–6 |

## روابط خارجية
- يو إكسياودي على موقع رابطة محترفات التنس (الإنجليزية)
- يو إكسياودي على موقع الاتحاد الدولي لكرة المضرب (الإنجليزية)
- يو إكسياودي على موقع خلاصة التنس.كوم (الإنجليزية)